# Wave (album)
Wave – czwarty album Patti Smith nagrany w 1979 roku w Bearsville Studios (Nowy Jork).

## Lista utworów
| 1. | „Frederick” (Patti Smith)                                                               | 3:01  |
|    |                                                                                         |       |
| 2. | „Dancing Barefoot” (Smith, Ivan Kral)                                                   | 4:18  |
|    |                                                                                         |       |
| 3. | „So You Want to Be (A Rock ’n’ Roll Star)” (Roger McGuinn/James McGuinn, Chris Hillman) | 4:18  |
|    |                                                                                         |       |
| 4. | „Hymn” (Smith, Lenny Kaye)                                                              | 1:10  |
|    |                                                                                         |       |
| 5. | „Revenge” (Smith, Kral)                                                                 | 5:06  |
|    |                                                                                         |       |
| 6. | „Citizen Ship” (Smith, Kral)                                                            | 5:09  |
|    |                                                                                         |       |
| 7. | „Seven Ways of Going” (Smith)                                                           | 5:12  |
|    |                                                                                         |       |
| 8. | „Broken Flag” (Smith, Kaye)                                                             | 4:55  |
|    |                                                                                         |       |
| 9. | „Wave” (Smith)                                                                          | 4:55  |
|    |                                                                                         |       |
|    |                                                                                         | 38:04 |
|    |                                                                                         |       |
bonusy w reedycji CD
| 1. | „Fire of Unknown Origin” (Smith, Kaye)                        | 2:09  |
|    |                                                               |       |
| 2. | „5-4-3-2-1/Wave” (Live) (Paul Jones, Mike Hugg, Manfred Mann) | 2:43  |
|    |                                                               |       |
|    |                                                               | 04:52 |
|    |                                                               |       |

## Skład
- Patti Smith – wokal, gitara
- Lenny Kaye – gitara, gitara basowa („Wave”), wokal
- Jay Dee Daugherty – perkusja, instrumenty perkusyjne
- Ivan Kral – gitara basowa, wiolonczela („Wave”), gitara
- Richard Sohl – pianino

### Gościnnie
- Andi Ostrowe – perkusja, kotły („Seven Ways of Going”)
- Todd Rundgren – gitara basowa („Dancing Barefoot”)